# Pseudolimnophila (Pseudolimnophila) frugi
Pseudolimnophila (Pseudolimnophila) frugi is een tweevleugelige uit de familie steltmuggen (Limoniidae). De soort komt voor in het Afrotropisch gebied.